# Ove Eklund
Ove Roland Eklund, född 30 januari 1946 i Köping, Västmanland, är en svensk före detta landslagsspelare i fotboll som med Åtvidabergs FF vann två titlar i Svenska cupen innan han blev professionell i Belgien och senare Frankrike.
Eklund blev med 16 gjorda mål dessutom allsvensk skyttekung år 1968.

## Fotbollskarriär
Eklund lämnade 1967 Hallstahammar för att fortsätta sin fotbollskarriär i den till Allsvenskan nyligen uppflyttade klubben Åtvidabergs FF. Här gjorde han omedelbar succé då han redan den första säsongen blev allsvensk skyttekung med 16 gjorda mål då laget slutade på en hedersam sjundeplacering. 
Målfabrikationen minskade något under följande år men för laget gick det fortsatt bra. Bl a segrade man i Svenska Cupen 1969/70 och 1970/71 och både 1970 och 1971 vann man Stora silvret i Allsvenskan då man slutat tvåa efter Malmö FF. Efter halva säsongen 1971 försvann dock Eklund till Belgien och proffsspel i Royal Antwerp där han sedan stannade under fyra säsonger. En kort sejour i franska Stade de Reims avslutade proffsrundan innan han sommaren 1975 åter var tillbaka på Kopparvallen i Åtvidabergs blå tröja.
Under 1969 fick Eklund göra landslagsdebut och fram till 1973 spelade han sammanlagt 14 landskamper på vilka han gjorde 4 mål.

## Meriter

### I klubblag
Åtvidabergs FF
- Svenska Cupen (2): 1969/70, 1970/71
- Allsvenskan, stort silver (1): 1970

### I landslag
Sverige
- 14 landskamper, 4 mål

### Individuellt
- Skyttekung i Allsvenskan 1968, 16 mål
- Mottagare av Stora Grabbars märke, 1971

### Webbsidor
- Profil på nationalfootballteams.com
- på worldfootball.net
- Lista på landskamper, svenskfotboll.se, läst 2013 01 29
- Landskampsfakta
- Svensk filmdatabas